# Rue Garde-Dieu (Liège)
Ne doit pas être confondu avec Rue Garde-Dieu (Nantes).
La rue Garde-Dieu (en wallon : A l'Wåde di Dju) et l'impasse du canal sont deux rues de la section d'Angleur faisant partie de la ville belge de Liège.

## Situation
La rue se situe à l'extrémité nord-ouest de la localité d'Angleur entre la rive droite de la Meuse, la rive gauche de l'Ourthe et au nord du canal de l'Ourthe. Elle jouxte au sud-ouest l'impasse du Canal d'une longueur approximative de 70 m (voir Architecture et patrimoine ci-dessous).

## Description
Longue d'environ 435 m, cette rue résidentielle assez étroite, d'une largeur moyenne de 7 m, comprend quelques virages. Elle applique un sens unique de circulation automobile depuis la rue de la Dîme vers le quai Gloesener. La partie orientale de la rue est surmontée par le pont ferroviaire de la ligne Liège-Guillemins - Bressoux.

## Odonymie
La rue tire son nom de l'expression wallonne A l'Wåde di Dju signifiant : À la Garde de Dieu, qualifiant jadis le quartier d'assez peu sûr.

## Architecture et patrimoine
La rue compte environ 80 habitations dont la plupart ont été construites en brique à la fin du XIXe siècle et au début du XXe siècle.
L'écluse de Rivage-en-Pot est la première écluse située au PK 0,00 à une cinquantaine de mètres de l'embouchure de son bief aval dans la Meuse. Mise en service en 1847 mais achevée en 1854, elle fut détruite en 1944 mais tout de suite reconstruite après la guerre en 1945. C'est la seule écluse qui ait gardé ses portes et qui soit encore en état de fonctionnement. L'ouvrage est fermé par deux portes à deux vantaux et bordé par des murs de quai en grand appareil de calcaire. Avec le pont-levant des Aguesses, cette écluse est reprise sur la liste du patrimoine immobilier classé de Liège.
La maison de l'éclusier se situe le long de l'impasse du Canal, à quelques mètres de la rue Garde-Dieu. Bâtie en brique et pierre calcaire pour les encadrements et les chaînages d'angle, elle date de 1852.

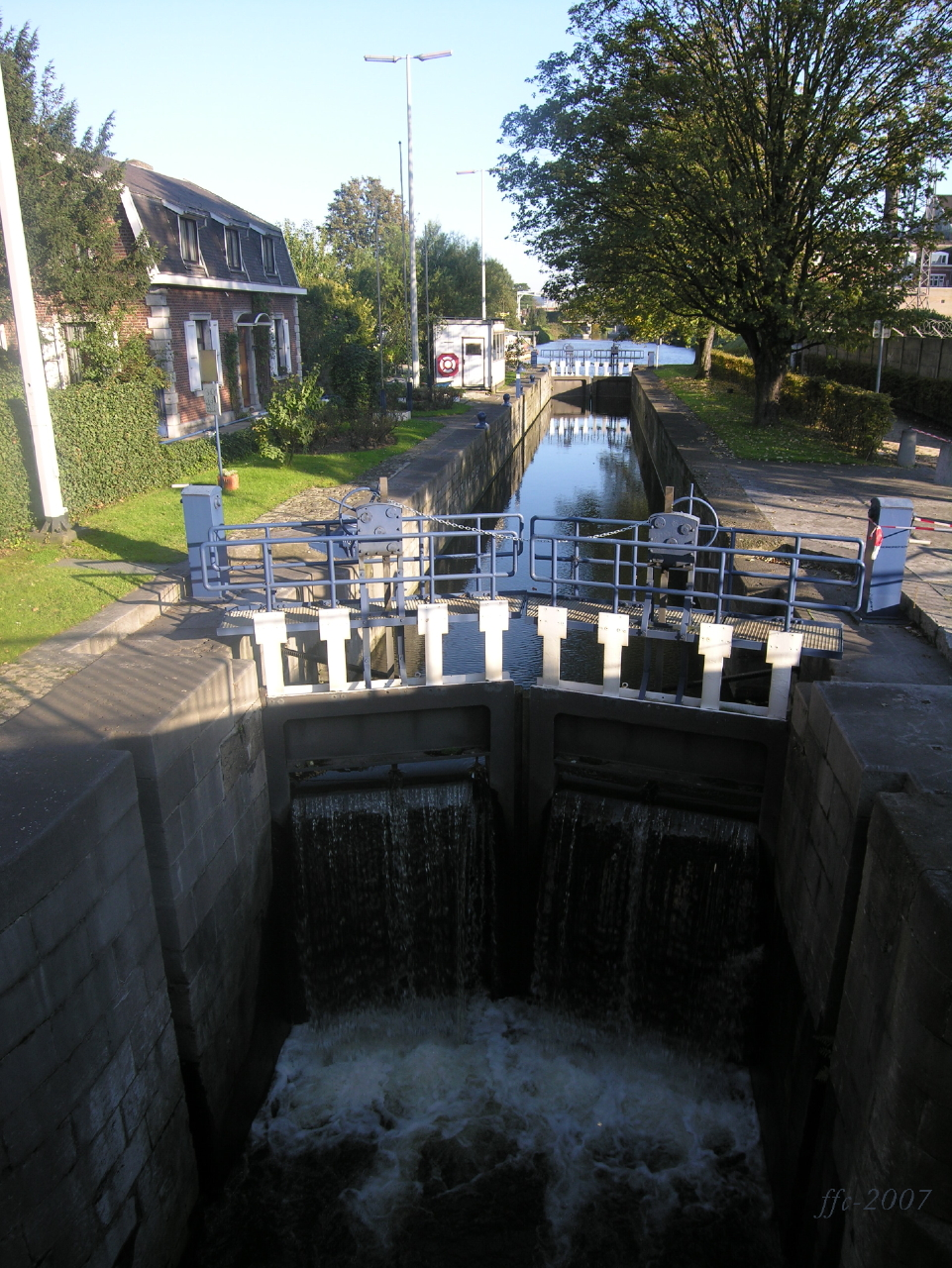
Écluse de Rivage-en-Pot

.

## Voies adjacentes
- Rue du Biez
- Rue de la Dîme
- Rue Pré Cala
- Rue François Paquay
- Impasse du Canal
- Quai Gloesener